# NongHyup Financial Group
NongHyup Financial Group — южнокорейская финансовая группа. Включает коммерческий банк, сберегательный банк, компании по страхованию жизни, другим видам страхования, управлению активами. Создана в 2012 году отделением финансового подразделения Национальной федерации сельскохозяйственных кооперативов. Имеет филиалы в КНР, Гонконге, Индии, Индонезии, Сингапуре, Мьянме, Вьетнаме, Камбодже, Великобритании и США.
Национальная федерация сельскохозяйственных кооперативов Кореи (National Agricultural Cooperative Federation) была основана в 1961 году, она объединяет 1155 фермерских кооперативов, в которые входит 2,35 млн фермеров Республики Корея; четвёртая крупнейшая кооперативная организация в мире. Федерация осуществляет снабжение, переработку, маркетинг и финансирование аграрного сектора через 4 тысячи отделений, также владеет сетью магазинов; через неё проходит около половины сельскохозяйственной продукции страны.
В марте 2012 года финансовое подразделение было выделено в самостоятельную компанию; в 2014 году она приобрела брокерские подразделение Woori Financial Group, выйдя на 4-е место на рынке финансовых услуг Южной Кореи.

## Составляющие группы
- NongHyup Bank — коммерческий банк, 1200 отделений, активы 315 трлн вон (3-й крупнейший в Южной Корее);
- NongHyup Life Insurance — компания по страхованию жизни, активы 65 трлн вон, страховые премии 7,5 трлн вон;
- NongHyup Property & Casualty Insurance — компания по страхованию имущества и от несчастных случаев, активы 10 трлн вон, премии 3,3 трлн вон;
- NH Investment & Securities — операции с ценными бумагами, активы 53 трлн вон;
- NH-Amundi Asset Management — совместное предприятие с французской компанией по управлению активами Amundi (дочерняя структура Crédit Agricole); активы 112 млрд вон, активы под управлением 34 трлн вон;
- NH Capital — кредитование и лизинг, активы 4,6 трлн вон;
- NH Savings Bank — сберегательный банк, активы 1,4 трлн вон;
- NongHyup REITs Management — компания по управлению REIT-фондами (Real Estate Investment Trusts, накопление средств для строительства недвижимости), активы 30 млрд вон;
- NH Futures — операции с деривативами, активы 1 трлн вон[1].